# گلن‌هاوزن
۵۰°۱۰′۲۱″ شمالی ۹°۹′۰″ شرقی / ۵۰٫۱۷۲۵۰°شمالی ۹٫۱۵۰۰۰°شرقی
شهر گلن‌هاوزندر ایالت هسن در کشور آلمان واقع شده‌است.